# Agathosma betulina
Бучу горное, Агатосма берёзовая, Баросма (лат. Agathosma betulina) — вид небольших кустарниковых растений из рода Agathosma семейства Рутовые (Rutaceae). Растение распространено в горах Южной Африки.

## Название
Ранее растение относили к ныне расформированному роду Баросма (Barosma Willd.), под этим названием описание растения встречается в старой литературе. Название Бучу (лат. buchu) может обозначать несколько видов южноафриканских растений со сходными свойствами.
Синонимы
- Barosma betulina (P.J.Bergius) Bartl. & H.L.Wendl.
- Barosma orbicularis Sweet
- Bucco betulina Schult.
- Diosma betulina (P.J.Bergius) Thunb. nom. illeg.
- Diosma crenata Lodd. nom. illeg.
- Hartogia betulina P.J.Bergiusbasionym
- Parapetalifera betulina (P.J.Bergius) W.Y.Young

## Описание
Листья морщинистые. Цветки белого цвета обыкновенно пазушные, состоят из пятираздельной чашечки, пятилепестного венчика с придаточным венчиком, пяти тычинок, пятигнёздной завязи и одного столбика; плод — пятигнёздная коробочка. 
Все части растения обладают сильным ароматом, который напоминает аромат чёрной смородины.

## Применение
Толстые железистые листья этого растения, а также и других видов, употреблялись прежде в медицине и как антисептики. Ранее в большом количестве вывозились с мыса Доброй Надежды. В свежем виде они обладают сильным, но неприятным запахом; содержат золотисто-жёлтое эфирное пахучее масло и особое кристаллизующееся вещество, так называемый диосмин, не растворимое в воде, но растворяющееся в спирте и эфире, также и в эфирных маслах. Действующим началом является эфирное масло.
Из сухих листьев при помощи дистилляции с паром получают ароматическое масло. В виде тёмной, желтовато-коричневой жидкости с мятно-камфарным ароматом.
В состав масла входят: ментон, лимонен и диосфенол.
Растение может культивироваться  в оранжереях.